# Nella nebbia (Janáček)
Nella nebbia (ceco: V mlhách) è una suite in quattro movimenti composta dal moravo Leoš Janáček nel 1912.
E uno degli ultimi lavori per pianoforte del compositore ed è caratterizzato da melodie oniriche, spunti moravi e continui e repentini cambi di tempo.
Il musicologo ceco Jiří Zahrádka paragona l'atmosfera di questa suite con lavori impressionisti, in particolare con quelli di Claude Debussy.
La prima esecuzione avvenne il 24 gennaio 1914 a Brno durante un concerto della pianista morava Marie Dvořáková.

## Struttura
La suite è composta da quattro movimenti:
- Andante
- Molto Adagio
- Andantino
- Presto

L'Andante, in Re bemolle maggiore e con metrica 2/4, comincia con una melodia onirica che contrappone due battute contro una sola creando un senso di sconcerto. Dopo aver sviluppato questa melodia iniziale Janáček presenta un nuovo tema arpeggiante in Si bemolle minore cambiando agogica (Poco mosso) e tempo (4/4). In tutto il brano è spesso presente una battuta di 1/4 che crea inconsciamente sconcerto.
Il Molto Adagio presenta e contrappone due temi opposti: il primo è in 2/8 ed è una calda melodia interrotta continuamente da pause, il secondo è in 3/8 ed è una serie di velocissime biscrome dissonanti sotto l'indicazione agogica di Presto.
L'Andantino è quasi una ninna nanna in Re bemolle maggiore. Comincia con un ritornello di sette battute in cui manca la conclusione. Janáček sviluppa questo dolce tema iniziale, lo ripresenta e poi, con lo stesso accompagnamento, crea una melodia marziale. Dopodiché viene ripresentato il tema di nuovo senza conclusione.
Il Presto presenta un carattere aspro e fortemente irregolare a causa dei continui cambi di tempo: 5/4, 1/8, 2/4. Dopo un lungo sviluppo è presente un nuovo tema Andante con scale espressioniste che vengono anche loro sviluppate profondamente. Dopodiché vengono ripresentati entrambi i temi.